# Pseudophiaris sappadana
Pseudophiaris sappadana is een vlinder uit de familie bladrollers (Tortricidae). De wetenschappelijke naam is voor het eerst geldig gepubliceerd in 1937 door Della Beffa & Rocca.
De soort komt voor in Europa.